# Ademegola
Ademegola est un village du Cameroun situé dans le département du Haut-Nyong et la région de l'Est.
Il fait partie de la commune de Nguelemendouka.

## Population
Lors du recensement de 2005, Ademegola comptait 428 habitants.

## Développement
Selon le Plan Communal de Développement de Nguelemendouka (2012), plusieurs mesures ont été envisagées pour le développement d'Ademegola.
1. Equipement en 40 table-bancs dans l'école primaire d'Ademegola
2. Equipement en 400 chaisettes, 200 tables rondes et 2 bureaux de maitre dans l'école maternelle d'Ademegola
3. Affectation d'un enseignant dans l'école maternelle d'Ademegola
4. Réhabilitation de deux points d’eau à Ademegola
5. Extension du réseau électrique
6. Création et équipement d'une unité de prise en charge dans les formations sanitaires